# Safo en Léucade
Safo en Léucade, también conocido como La muerte de Safo, es un óleo sobre lienzo ejecutado por el pintor francés Antoine-Jean Gros en 1801. Tiene unas dimensiones de 122 x 100 cm. Se conserva en el museo de Arte e Historia Baron-Gérard, en Bayeux. 

## Descripción y estilo
La pintura representa el supuesto suicidio de la antigua poetisa griega Safo saltando desde un acantilado en Léucade, aceptando así la leyenda apócrifa de que se quitó la vida como resultado de un amor no correspondido que tenía por el joven Faón, que en realidad es un personaje mitológico.
La figura de perfil de Safo destaca al borde de un acantilado, en un paisaje nocturno iluminado por los rayos de la luna, que aparece reflejada en el mar oscuro frente a ella. La escena parece anticipar la ilustrada por el poeta italiano Giacomo Leopardi en el poema "La última canción de Safo" de 1822. Lleva con su largo velo transparente, su lira, que sostiene en alto sobre el hombro. Detrás de ella hay un altar de sacrificios encendido. En contraposición a una visión estática del ideal neoclásico, Gros perfila los rasgos de una figura romántica, que confía el fin de su amor a la naturaleza. 
Charles Blanc comentó en 1845 que "emprender la representación pictórica de la desesperación representaba una desviación fundamental de los principios del arte griego".  El historiador del arte William Vaughan afirmó que "La Safo de Gros es la demostración de cómo se puede transmitir un efecto de naturaleza emocional recurriendo tanto a la precisión como a la habilidad". 